# Pang i bygget (film)
Pang i bygget är den tredje filmen i en serie med Thore Skogman i huvudrollen, från 1965 i regi av Ragnar Frisk.

## Om filmen
Filmen premiärvisades den 13 december 1965 på Folkets Hus i Upplands Väsby. Filmen spelades in vid Omega Films ateljé i Stockholm med exteriörer från Trosa av Åke Dahlqvist och Lasse Dahlqvist. Folkparksscenerna filmades i Upplands Väsby. Musiken i filmen framförs av Ola & the Janglers och Charles Redlands orkester och för koreografin svarade Thor Zackrisson.
Pang i bygget har visats i SVT, bland annat i november 2020 och i december 2022.

## Roller i urval
- Thore Skogman – Valentin Skog, ägare till Skogs Livs
- Barbro "Lill-Babs" Svensson – Dockan
- Åke Fridell – Teobald Grym
- Rolf Bengtsson – Teodor Grym
- Gösta Krantz – Teofil Grym
- Julia Cæsar – fröken Andersson, f.d. skollärarinna
- Carl-Axel Elfving – Albin, Valentins medhjälpare
- Gunnar "Knas" Lindkvist – inspektör Rehnström
- Carl-Gunnar Wingård – Palm, ordföranden i folkparksstyrelsen
- Hans Lindgren – Karl Wilhelm, artist
- Gösta Jonsson – Skarlund, källarmästare
- Håkan Sterner – Ragge
- Thomas Ungewitter – Kagge
- Bertil Bertilson – Snagge
- Curt "Minimal" Åström – Jansson, mannen i folkparkskassan
- Ola and the Janglers (Ola Håkansson, Christer Idering, Åke Eldsäter, Johannes Olsson, Leif Johansson) – The Strolling Stones

## Musik i filmen
- Underbara mot varann, kompositör och text Thore Skogman, sång Thore Skogman
- Jag längtar tillbaka till fornstora da'r, kompositör Thore Skogman, text Thorsten Lodin, sång Thore Skogman
- Ställ dig i kön, kompositör och text Thore Skogman, sång Lill-Babs
- Pop opp i topp, kompositör och text Thore Skogman, sång Lill-Babs och Thore Skogman
- De' e' mängden som gör e, kompositör och text Thore Skogman, sång Thore Skogman
- Thinking of You, kompositör och text Claes af Geijerstam
- Fem kronor för en kyss, kompositör och text Thore Skogman, sång Lill-Babs
- Den kungliga svenska avundsjukan, kompositör och text Thore Skogman, sång Thore Skogman
- Dockan min, kompositör och text Thore Skogman, sång Thore Skogman och Lill-Babs

## DVD
Filmen gavs ut på DVD 2004 och 2011.